# Amtsgericht Mülheim am Rhein
Das Amtsgericht Mülheim am Rhein war ein bis 1943 in Mülheim beheimatetes Amtsgericht.

## Geschichte
Das Amtsgericht in der damals selbstständigen Stadt Mülheim am Rhein wurde am 1. Oktober 1879 durch die sogenannten preußischen Reichsjustizgesetze begründet. Das Amtsgericht löste das Friedensgericht Mülheim ab. Es war neben Bensberg das einzige Amtsgericht des Kreises Mülheim und für die Bürgermeistereien Merheim, Heumar und Wahn zuständig. Nachdem Mülheim 1914 nach Köln eingemeindet wurde, wurde schließlich das Gericht 1943 aufgelöst. Es war dem Oberlandesgericht Köln unterstellt. Die Zuständigkeit ging größtenteils auf das Amtsgericht Köln über.